# Gare Botanic
Pour les articles homonymes, voir Botanic (homonymie).
La gare Botanic (en anglais : Botanic railway station) est une gare ferroviaire de Belfast en Irlande du Nord créée le 4 novembre 1976 et qui dessert la partie sud de la ville. Cette gare tire son nom de sa proximité avec le jardin botanique de Belfast. Elle dessert notamment l'Ulster Museum.

## Histoire
La gare Botanic est mise en service le 4 novembre 1976.